# Tristana
Tristana és una pel·lícula franco-italo-espanyola de Luis Buñuel Portolés de 1970, que ha estat doblada al català.

## Argument
L'acció es desenvolupa a Toledo. A la mort dels seus pares, Tristana és recollida pel seu oncle. La sedueix i esdevé la seva amant. S'enamora d'un jove pintor i marxa amb ell a Madrid. Dos anys més tard torna malalta. Afectada d'un tumor al genoll, ha de ser amputada d'una cama. Amargada, es nega a casar-se amb el jove i torna a viure amb el seu oncle amb qui es casa. Aquest últim cau malalt, víctima d'una crisi nocturna demana ajuda a Tristana. Fa veure que telefona al doctor, després obre la finestra mentre neva fora, per accelerar la seva mort.

## Repartiment
- Catherine Deneuve: Tristana
- Fernando Rey: Don Lope
- Franco Nero: Horacio
- Lola Gaos: Saturna
- Antonio Casas: Don Cosme
- Jesús Fernández: Saturno
- Denise Menace: Armanda
- Vicente Solar: Don Ambrosio
- José Calvo: Bellringer
- Fernando Cebrián: Dr. Miquis
- Josep Maria Caffarel: Don Zenón
- Antonio Ferrandis: Subastero
- Antonio Casas: Don Cosme
- Pepe Calvo: Campanero

## Al voltant de la pel·lícula
- És la primera pel·lícula de Buñuel rodada a l'Espanya franquista des de l'incident de Viridiana el 1961, les còpies de la qual van ser segrestades.
- Durant el rodatge, Catherine Deneuve diu els seus diàlegs en francès, i va ser per tant doblada per una actriu espanyola per a la versió original en espanyol.